# Prologue du Tour de France 2003
Pour un article plus général, voir Tour de France 2003.
Le Prologue du Tour de France 2003 a eu lieu le 5 juillet 2003 dans la ville de Paris sur une distance de 6,5 km. Elle a été remportée par l'Australien Bradley McGee (Fdjeux.com) devant l'Anglais David Millar (Cofidis-Le Crédit par Téléphone) et l'Espagnol Haimar Zubeldia (Euskaltel-Euskadi). McGee porte le premier maillot du Tour de France à l'issue de l'étape.

## Classement de l'étape
| \| Classement de l'étape \| Classement de l'étape \| Classement de l'étape \| Classement de l'étape \| Classement de l'étape \| \| Coureur \| Coureur \| Pays \| Équipe \| Temps \| \| --------------------- \| --------------------- \| --------------------- \| ------------------------------- \| --------------------- \| \| 1er \| Bradley McGee \| Australie \| Fdjeux.com \| 7 min 26 s \| \| 2e \| David Millar \| Royaume-Uni \| Cofidis-Le Crédit par Téléphone \| + 0 s \| \| 3e \| Haimar Zubeldia \| Espagne \| Euskaltel-Euskadi \| + 2 s \| \| 4e \| Jan Ullrich \| Allemagne \| Team Bianchi \| + 2 s \| \| 5e \| Víctor Hugo Peña \| Colombie \| US Postal Service-Berry Floor \| + 6 s \| \| 6e \| Tyler Hamilton \| États-Unis \| CSC \| + 6 s \| \| 7e \| Lance Armstrong \| États-Unis \| US Postal Service-Berry Floor \| + 7 s \| \| 8e \| Joseba Beloki \| Espagne \| ONCE-Eroski \| + 9 s \| \| 9e \| Santiago Botero \| Colombie \| Telekom \| + 9 s \| \| 10e \| Viatcheslav Ekimov \| Russie \| US Postal Service-Berry Floor \| + 11 s \| |                    |             |                                 |            |
| |                    |             |                                 |            |
| |                    |             |                                 |            |
| Classement de l'étape |                    |             |                                 |            |
| Coureur | Coureur            | Pays        | Équipe                          | Temps      |
| 1er | Bradley McGee      | Australie   | Fdjeux.com                      | 7 min 26 s |
| 2e | David Millar       | Royaume-Uni | Cofidis-Le Crédit par Téléphone | + 0 s      |
| 3e | Haimar Zubeldia    | Espagne     | Euskaltel-Euskadi               | + 2 s      |
| 4e | Jan Ullrich        | Allemagne   | Team Bianchi                    | + 2 s      |
| 5e | Víctor Hugo Peña   | Colombie    | US Postal Service-Berry Floor   | + 6 s      |
| 6e | Tyler Hamilton     | États-Unis  | CSC                             | + 6 s      |
| 7e | Lance Armstrong    | États-Unis  | US Postal Service-Berry Floor   | + 7 s      |
| 8e | Joseba Beloki      | Espagne     | ONCE-Eroski                     | + 9 s      |
| 9e | Santiago Botero    | Colombie    | Telekom                         | + 9 s      |
| 10e | Viatcheslav Ekimov | Russie      | US Postal Service-Berry Floor   | + 11 s     |

## Classement général
Le classement général de l'épreuve reprend donc le classement de l'étape du jour, Bradley McGee (Fdjeux.com) devançant David Millar (Cofidis-Le Crédit par Téléphone) et Haimar Zubeldia (Euskaltel-Euskadi).
| \| Classement général \| Classement général \| Classement général \| Classement général \| Classement général \| \| Coureur \| Coureur \| Pays \| Équipe \| Temps \| \| ------------------ \| ------------------ \| ------------------ \| ------------------------------- \| ------------------ \| \| 1er \| Bradley McGee \| Australie \| Fdjeux.com \| 7 min 26 s \| \| 2e \| David Millar \| Royaume-Uni \| Cofidis-Le Crédit par Téléphone \| + 0 s \| \| 3e \| Haimar Zubeldia \| Espagne \| Euskaltel-Euskadi \| + 2 s \| \| 4e \| Jan Ullrich \| Allemagne \| Team Bianchi \| + 2 s \| \| 5e \| Víctor Hugo Peña \| Colombie \| US Postal Service-Berry Floor \| + 6 s \| \| 6e \| Tyler Hamilton \| États-Unis \| CSC \| + 6 s \| \| 7e \| Lance Armstrong \| États-Unis \| US Postal Service-Berry Floor \| DQ \| \| 8e \| Joseba Beloki \| Espagne \| ONCE-Eroski \| + 9 s \| \| 9e \| Santiago Botero \| Colombie \| Telekom \| + 9 s \| \| 10e \| Viatcheslav Ekimov \| Russie \| US Postal Service-Berry Floor \| + 11 s \| |                    |             |                                 |            |
| |                    |             |                                 |            |
| |                    |             |                                 |            |
| Classement général |                    |             |                                 |            |
| Coureur | Coureur            | Pays        | Équipe                          | Temps      |
| 1er | Bradley McGee      | Australie   | Fdjeux.com                      | 7 min 26 s |
| 2e | David Millar       | Royaume-Uni | Cofidis-Le Crédit par Téléphone | + 0 s      |
| 3e | Haimar Zubeldia    | Espagne     | Euskaltel-Euskadi               | + 2 s      |
| 4e | Jan Ullrich        | Allemagne   | Team Bianchi                    | + 2 s      |
| 5e | Víctor Hugo Peña   | Colombie    | US Postal Service-Berry Floor   | + 6 s      |
| 6e | Tyler Hamilton     | États-Unis  | CSC                             | + 6 s      |
| 7e | Lance Armstrong    | États-Unis  | US Postal Service-Berry Floor   | DQ         |
| 8e | Joseba Beloki      | Espagne     | ONCE-Eroski                     | + 9 s      |
| 9e | Santiago Botero    | Colombie    | Telekom                         | + 9 s      |
| 10e | Viatcheslav Ekimov | Russie      | US Postal Service-Berry Floor   | + 11 s     |

## Classements annexes
| Classement par points | Classement par points | Classement par points | Classement par points           | Classement par points |
| Coureur               | Coureur               | Pays                  | Équipe                          | Points                |
| --------------------- | --------------------- | --------------------- | ------------------------------- | --------------------- |
| 1er                   | Bradley McGee         | Australie             | Fdjeux.com                      | 15 pts                |
| 2e                    | David Millar          | Royaume-Uni           | Cofidis-Le Crédit par Téléphone | 12 pts                |
| 3e                    | Haimar Zubeldia       | Espagne               | Euskaltel-Euskadi               | 10 pts                |
| 4e                    | Jan Ullrich           | Allemagne             | Team Bianchi                    | 8 pts                 |
| 5e                    | Víctor Hugo Peña      | Colombie              | US Postal Service-Berry Floor   | 6 pts                 |

| Classement par points | Classement par points | Classement par points | Classement par points           | Classement par points |
| Coureur               | Coureur               | Pays                  | Équipe                          | Points                |
| --------------------- | --------------------- | --------------------- | ------------------------------- | --------------------- |
| 1er                   | Bradley McGee         | Australie             | Fdjeux.com                      | 15 pts                |
| 2e                    | David Millar          | Royaume-Uni           | Cofidis-Le Crédit par Téléphone | 12 pts                |
| 3e                    | Haimar Zubeldia       | Espagne               | Euskaltel-Euskadi               | 10 pts                |
| 4e                    | Jan Ullrich           | Allemagne             | Team Bianchi                    | 8 pts                 |
| 5e                    | Víctor Hugo Peña      | Colombie              | US Postal Service-Berry Floor   | 6 pts                 |

| Classement du meilleur jeune | Classement du meilleur jeune | Classement du meilleur jeune | Classement du meilleur jeune | Classement du meilleur jeune |
| Coureur                      | Coureur                      | Pays                         | Équipe                       | Temps                        |
| ---------------------------- | ---------------------------- | ---------------------------- | ---------------------------- | ---------------------------- |
| 1er                          | Vladimir Karpets             | Russie                       | iBanesto.com                 | 7 min 38 s                   |
| 2e                           | Mikel Astarloza              | Espagne                      | AG2R Prévoyance              | + 0 s                        |
| 3e                           | Thor Hushovd                 | Norvège                      | Crédit Agricole              | + 1 s                        |
| 4e                           | Michael Rogers               | Australie                    | Quick Step-Davitamon         | + 1 s                        |
| 5e                           | Daniel Becke                 | Allemagne                    | Team Bianchi                 | + 4 s                        |

| Classement du meilleur jeune | Classement du meilleur jeune | Classement du meilleur jeune | Classement du meilleur jeune | Classement du meilleur jeune |
| Coureur                      | Coureur                      | Pays                         | Équipe                       | Temps                        |
| ---------------------------- | ---------------------------- | ---------------------------- | ---------------------------- | ---------------------------- |
| 1er                          | Vladimir Karpets             | Russie                       | iBanesto.com                 | 7 min 38 s                   |
| 2e                           | Mikel Astarloza              | Espagne                      | AG2R Prévoyance              | + 0 s                        |
| 3e                           | Thor Hushovd                 | Norvège                      | Crédit Agricole              | + 1 s                        |
| 4e                           | Michael Rogers               | Australie                    | Quick Step-Davitamon         | + 1 s                        |
| 5e                           | Daniel Becke                 | Allemagne                    | Team Bianchi                 | + 4 s                        |

| Classement par équipes | Classement par équipes        | Classement par équipes | Classement par équipes |
| Équipe                 | Équipe                        | Pays                   | Temps                  |
| ---------------------- | ----------------------------- | ---------------------- | ---------------------- |
| 1re                    | US Postal Service-Berry Floor | États-Unis             | 22 min 42 s            |
| 2e                     | Team Bianchi                  | Allemagne              | + 8 s                  |
| 3e                     | Fdjeux.com                    | France                 | + 17 s                 |
| 4e                     | Euskaltel-Euskadi             | Espagne                | + 18 s                 |
| 5e                     | AG2R Prévoyance               | France                 | + 19 s                 |

| Classement par équipes | Classement par équipes        | Classement par équipes | Classement par équipes |
| Équipe                 | Équipe                        | Pays                   | Temps                  |
| ---------------------- | ----------------------------- | ---------------------- | ---------------------- |
| 1re                    | US Postal Service-Berry Floor | États-Unis             | 22 min 42 s            |
| 2e                     | Team Bianchi                  | Allemagne              | + 8 s                  |
| 3e                     | Fdjeux.com                    | France                 | + 17 s                 |
| 4e                     | Euskaltel-Euskadi             | Espagne                | + 18 s                 |
| 5e                     | AG2R Prévoyance               | France                 | + 19 s                 |